# 지유가오카역 (도쿄도)
지유가오카역(일본어: 自由が丘駅)은 일본 도쿄도 메구로구에 있는 철도역이다.

## 역 구조
오이마치 선(1,2번 선)은 상대식 승강장 2면 2선의 지상역, 도요코 선(3~6번 선)은 섬식 승강장 2면 4선의 고가역이다.
도요코 선은 2001년 3월 28일에 특급 열차를 운행 개시한 이후 기쿠나역과 마찬가지로 종일 완급 열차가 정차하게 되었다. 완급 정차 시에는 외측의 부본선인 3,6번 선에 정차하고 각역정차는 내측의 본선인 4,5번 선에 특급·통근 특급·급행이 정차한다.

### 승강장
| 1   | 오이마치 선 | 후타코타마가와·미조노쿠치 방면 덴엔토시 선에 직결 운행 사기누마·나가쓰타·주오린칸 방면 |
| 2   | 오이마치 선 | 오오카야마·하타노다이·오이마치 방면 |
| 3·4 | 도요코 선   | 무사시코스기·히요시·기쿠나·요코하마 방면 미나토미라이 선 직결운행 미나토미라이·니혼오도리·모토마치·주카가이 방면                                                                                            |
| 5·6 | 도요코 선   | 나카메구로·시부야 방면 후쿠토신 선 직결 운행 신주쿠 3초메·이케부쿠로·고타케무카이하라 방면 세이부 선 직결 운행 네리마·세이부큐조마에·한노 방면 도부 철도 선 직결 운행 가스미가세키·가와고에시·신린코엔 방면 |

역명판은 2012년 3월에 실시한 "스마트 모델 지유가오카 역 아카리 프로젝트,"에서 기존 LED화였던 것이 얇은 판의 LED사인으로 변경되었다. 그것까지는 도요코 선용 승강장은 현행 표준형이지만, 오이마치 선용 승강장은 구형 타입과 현행 표준형이었다.
평일에는 각역 정차의 당역 발착이 설정되었고 아침 시간대의 당역 ~ 기쿠나 역간 3개 편성과 야간에 모토마치·주카가이 ~ 당역 간 1개 편성이 설정되어 있다.
또한 3번 선과 6번 선의 부본선은 심야에 유치되어, 아침에 회송으로 출고된다.
당역 ~ 덴엔초후 역간에 비상시의 반환점에 대비하여 건늠선이 설치되어 있다.
유료 좌석 지정 열차인 "S-TRAIN"은, 토요일과 휴일 다이어에만 도요코 선에 정차하는 것으로 설정되어 토요일과 휴일에만 이 역에 정차한다.

## 역세권 정보
- 지유가오카
- 도쿄 급행 전철 메구로 선 오쿠사와 역 - 도보 10분
- 메구로지유가오카 우체국
- 도큐 플라자
- 메루사 지유가오카점
- 시라카바히로코지 스퀘어
- 지유가오카가쿠엔 고등학교
- 지유가오카 스윗츠 포레스트
- Luz지유가오카
- 구마노 신사

## 역사
- 1927년 8월 28일: 구혼부쓰 앞역으로 영업 개시.
- 1929년
  - 10월 22일: 지유가오카역으로 역명 변경.
  - 11월 1일: 메구로카마타 전철 오이마치 선 개통.
- 1959년: 도요코 선 승강장이 섬식 승강장 2면 4선화가 됨.
- 1961년: 역전 로터리에 여신상이 설치됨.
- 1966년 1월 20일: 역 표기를 변경함.(自由ヶ丘 → 自由が丘)
- 1974년 6월: 자동 개찰기 설치.

## 사진

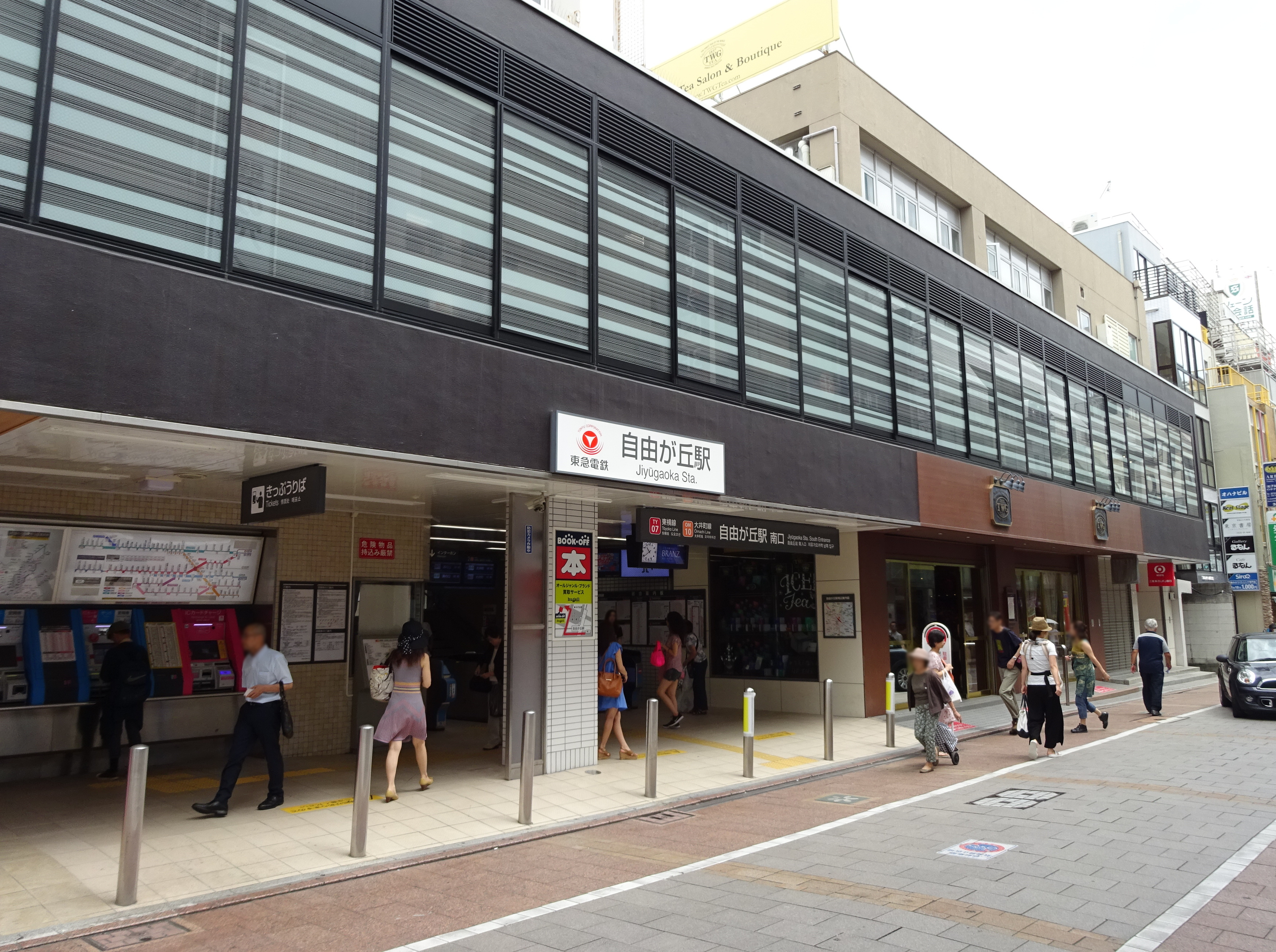
남쪽 출입구
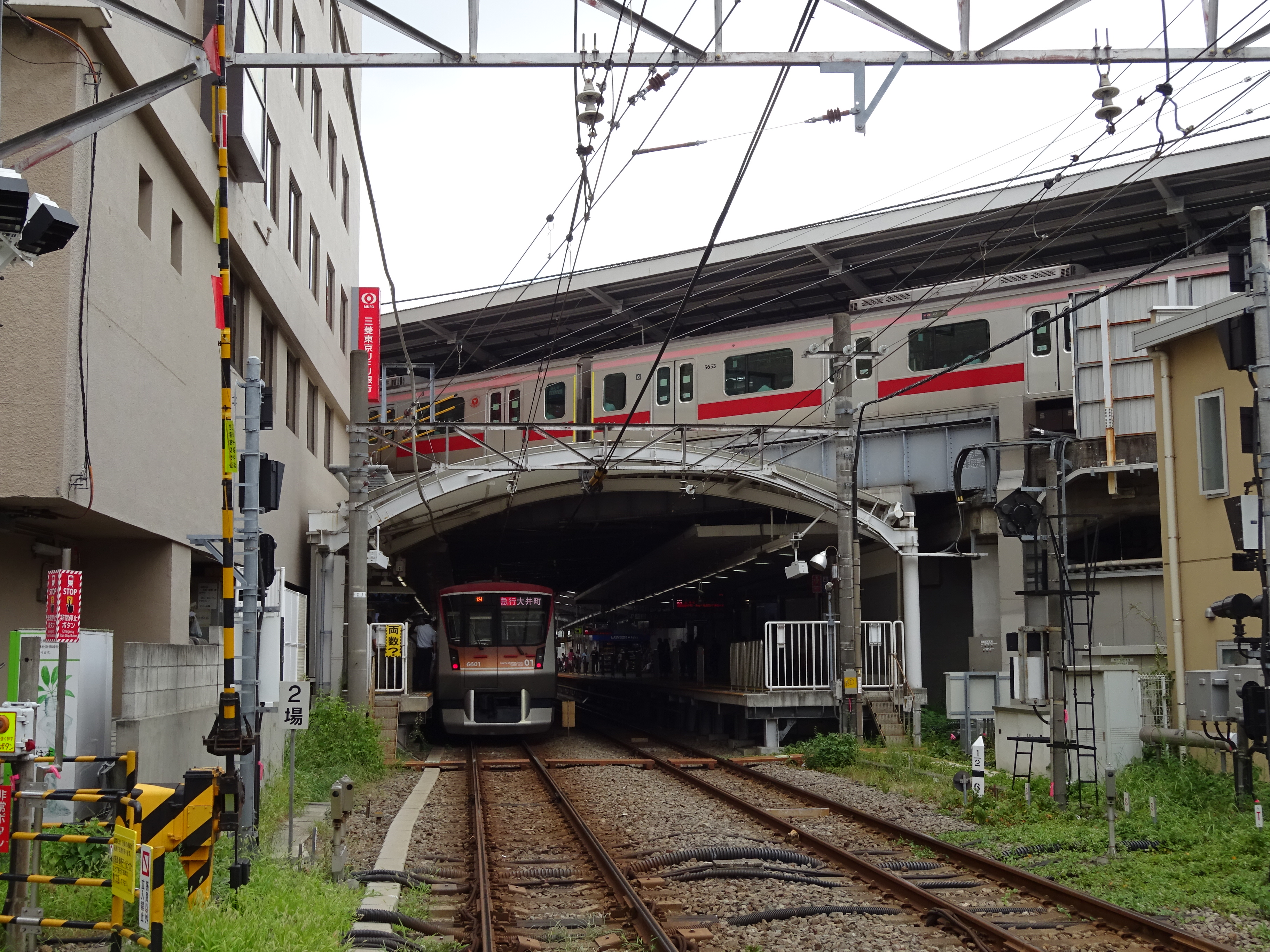
오이마치 선 승강장(평지) 및 도요코 선 승강장(고가)
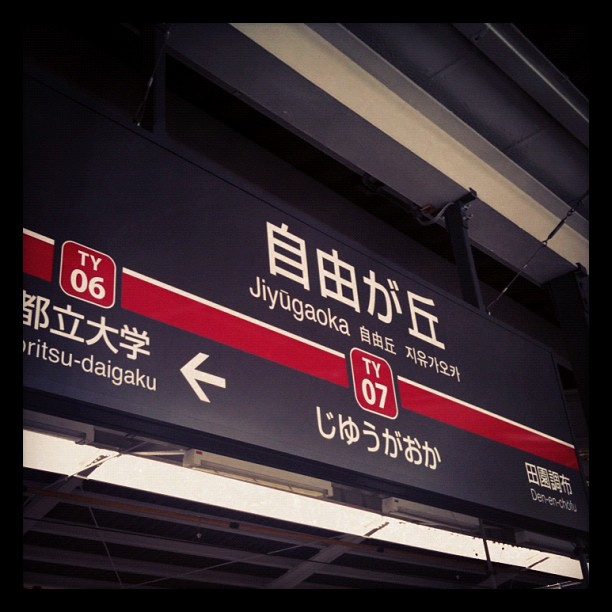
도요코 선 역명판

## 인접역
| 도쿄 급행 전철 도요코 선         | 도쿄 급행 전철 도요코 선                                                  | 도쿄 급행 전철 도요코 선                  |
| -------------------------------- | ------------------------------------------------------------------------- | ----------------------------------------- |
| TY 03 나카메구로 시부야 방면     | □S-TRAIN 정차역 ■ 특급 □ 통근 특급                                        | 무사시코스기 TY 11 모토마치·주카가이 방면 |
| TY 05 가쿠게이 대학 시부야 방면  | ■ 급행                                                                    | 덴엔초후 TY 08 모토마치·주카가이 방면     |
| TY 06 도립대학 시부야 방면       | ■ 각역정차                                                                | 덴엔초후 TY 08 모토마치·주카가이 방면     |
| 도쿄 급행 전철 오이마치 선       |                                                                           |                                           |
| OM 08 오오카야마 오이마치 방면   | ■ 급행                                                                    | 후타코타마가와 OM 15 미조노쿠치 방면      |
| OM 09 미도리가오카 오이마치 방면 | □ 각역정차 (후타코신치, 다카쓰 통과) ■ 각역정차 (후타코신치, 다카쓰 정차) | 구혼부쓰 OM 11 미조노쿠치 방면            |